# 聞けば効くほどやしきたかじん
『聞けば効くほどやしきたかじん』は、朝日放送（ABCラジオ）で1985年10月7日から1987年10月2日まで放送されていたラジオ番組。

## 概要
- やしきたかじんに取って、初のラジオ帯番組であり、初の冠番組である[2]。
- たかじんはこの番組を始めるに辺り、朝日放送に「ぶつ切りで聴いてもらいたくないので、オープニングから30分ほどはCMを入れない」「はがきを読まない」「ゲストに来た歌手以外の曲は掛けない」という3つの条件を出した[2]。
- 金曜日はABCエキスタに観客を入れて、公開生放送を行った。たかじんと円広志の弾き語りとトークはさながら音曲漫才と呼ばれる程の評判を呼び、その後は『花王名人劇場』（関西テレビ）に二人で出演した[2][3]。
- たかじんは番組開始前、『それゆけ!』（MBSラジオ）火曜日を担当していたが番組終了後に復帰した。

## 出演者
- やしきたかじん
- 安井ゆたか - アシスタント
- 相沢純子 - アシスタント。1985年10月 - 1986年3月まで出演[4]
- 円広志 - 金曜日レギュラーゲスト

## コーナー
- とりあえず たかじん[5]
- お昼ざかり話ざかり[5]
- テレフォン大作戦 クイズ真昼の決闘[5]
  - 主にリスナーがクイズを出題[4]。
- 今夜も乾杯[注釈 1]
- ラジオ富くじ ジャックポット
  - 往復はがきに「0000」から「9999」まで、好みの4桁の数字を書いて応募。応募する数字はいくつでも可能[注釈 2]。届いた数字をコンピュータに登録。毎月 最終金曜日にビンゴで当選者を決定、当選者に10万円を贈呈。該当者がいなかった場合は賞金は翌月に繰り越された[6]。
- フライデーフォーカス 〜私は見てしまった
  - 番組開始当初のコーナー[4]。
- ラジオ ショッピング[5]